# Hyder (Alaska)
Hyder è un Census-designated place degli Stati Uniti d'America situato nella Census Area di Prince of Wales-Hyder nella regione sud-orientale dello stato dell'Alaska.

## Geografia fisica
Hyder si trova sulla terraferma, nella zona meridionale dell'Alaska sud-orientale, presso la foce del Salmon River, alla estremità settentrionale del Canale Portland, vicino al confine con la provincia canadese della Columbia Britannica. È la località più orientale dell'Alaska.
Hyder dispone di un idroscalo di proprietà dello stato dell'Alaska chiamato Hyder Seaplane Base, (codice IATA "WHD"),.
Hyder è una delle poche città dell'Alaska sud-orientale ad essere accessibile con una strada, la Cassiar Highway, che la connette alla vicina Stewart e quindi alla rete stradale della Columbia Britannica.

## Storia
Il primo europeo che esplorò il canale Portland, di cui si hanno informazioni certe, fu il capitano della marina britannica George Vancouver che nel 1793 lo navigò facendone anche una mappa. Nel 1896, quando la disputa con il Canada sui confini meridionali dell'Alaska era in pieno svolgimento, l'esercito degli Stati Uniti inviò l'allora capitano David du Bose Gaillard nel canale Portland con il compito di fare una rilevazione della situazione e costruire dei magazzini fortificati sul lato ovest del canale. Di questi edifici la Storehouse N. 4, chiamata Eagle Point Storehouse, si trova nel comune di Hyder, lungo la strada internazionale che collega Hyder a Stewart.
Nel 1898 furono scoperti giacimenti di oro ed argento nella zona, lungo il bacino del Salmon river richiamando nella zona minatori e commercianti. La città di Hyder venne fondata nel 1907 con il nome di "Portland City". Nel 1915, quando venne istituito l'ufficio postale, il nome dovette essere cambiato per omonimia con altre località. La città venne quindi chiamata Hyder in onore di Frederick Hyder, un ingegnere minerario canadese che era stato chiamato a Portland nel 1914 per derimere alcune questioni tecniche e che aveva fatto una eccellente impressione ai minatori e abitanti della città.

Hyder ha avuto un boom economico fra il 1920 e il 1930, quando dalla miniera di Riverside, (a nord di Hyder, sulla riva orientale del Salmon River), veniva estratto oro, argento, rame, piombo, zinco, e tungsteno. La miniera è stata in produzione dal 1924 fino al 1950. Nel 1928 una parte di Hyder è stata distrutta da un incendio. Nel 1956 tutte le principali miniere della zona avevano chiuso ad eccezione della miniera di rame Granduc in Canada, che ha operato fino al 1984. Negli ultimi decenni diversi sondaggi di estrazione sono stati fatti, ma di fatto nessuna attività mineraria è stata avviata sul lato dell'Alaska dal momento della chiusura della miniera di Riverside.